# Синхронное плавание на Европейских играх 2023
Синхронное плавание на Европейских играх 2023 года - соревнования по синхронному плаванию на Европейских играх 2023 состоялись в городе Освенциме в Польше с 21 июня по 25 июня на площадках водного спортивного комплекса. Разыграно 8 комплектов наград. В соревнованиях приняли участие 175 спортсменов из 25 стран Европы. В ходе соревнований были разыграны квоты на летние Олимпийские игры 2024 года, которые состоятся в Париже.

## Календарь
| ЦО | Церемония открытия | 2 | Финалы соревнований | ЦЗ | Церемония закрытия |

| Июнь-Июль           | Июнь-Июль           | 21 Ср | 22 Чт | 23 Пт | 24 Сб | 25 Вс | 26 Пн | 27 Вт | 28 Ср | 29 Чт | 30 Пт | 1 Сб | 2 Вс | Медали |
| ------------------- | ------------------- | ----- | ----- | ----- | ----- | ----- | ----- | ----- | ----- | ----- | ----- | ---- | ---- | ------ |
| Синхронное плавание | Синхронное плавание | ●     | 2     | 2     | 2     | 2     |       |       |       |       |       |      |      | 8      |

### Медалисты

#### Мужчины
| Категория                              | Золото                                                     | Серебро                                          | Бронза                                            |
| Дуэт, техническая программа            | Австрия · Анна-Мария Александри · Айрини-Марина Александри | Нидерланды · Брегье Де Брауэр · Марлус Стенбек   | Греция · София Малкогеоргу · Эвангелия Платаниоти |
| Дуэт, произвольная программа           | Австрия · Анна-Мария Александри · Айрини-Марина Александри | Украина · Мария Алексеева · Владислава Алексеева | Великобритания · Кейт Шортман · Изабель Торп      |
| Смешанный дуэт, техническая программа  | Италия · Джорджо Минисини · Лукреция Руджеро               | Испания · Эмма Гарсия · Денис Гонсалес Бону      | Великобритания · Беатрис Красс · Ранжу Томблин    |
| Смешанный дуэт, произвольная программа | Испания · Эмма Гарсия · Денис Гонсалес Бону                | Италия · Джорджо Минисини · Лукреция Руджеро     | Великобритания · Беатрис Красс · Ранжу Томблин    |
| Команды, техническая программа         | Испания                                                    | Италия                                           | Франция                                           |
| Команды, произвольная программа        | Испания                                                    | Италия                                           | Израиль                                           |
| Комбинация, произвольная программа     | Израиль                                                    | Германия                                         | Турция                                            |
| Акробатический номер                   | Франция                                                    | Украина                                          | Италия                                            |

### Общий зачёт
*   Принимающая страна (Польша)
| Место           | Страна          | Золото | Серебро | Бронза | Всего |
| --------------- | --------------- | ------ | ------- | ------ | ----- |
| 1               | Испания         | 3      | 1       | 0      | 4     |
| 2               | Австрия         | 2      | 0       | 0      | 2     |
| 3               | Италия          | 1      | 3       | 1      | 5     |
| 4               | Израиль         | 1      | 0       | 1      | 2     |
| 4               | Франция         | 1      | 0       | 1      | 2     |
| 6               | Украина         | 0      | 2       | 0      | 2     |
| 7               | Германия        | 0      | 1       | 0      | 1     |
| 7               | Нидерланды      | 0      | 1       | 0      | 1     |
| 9               | Великобритания  | 0      | 0       | 3      | 3     |
| 10              | Греция          | 0      | 0       | 1      | 1     |
| 10              | Турция          | 0      | 0       | 1      | 1     |
| Всего стран: 11 | Всего стран: 11 | 8      | 8       | 8      | 24    |